# جامعة فاخينينجن
جامعة فاخينينجن (بالإنجليزية: Wageningen University & Research)‏ هي جامعة عامة في فاخينينجن، هولندا، متخصصة في الموضوعات التقنية والهندسية ومركزًا مهمًا لعلوم الحياة والبحوث الزراعية.

## التاريخ

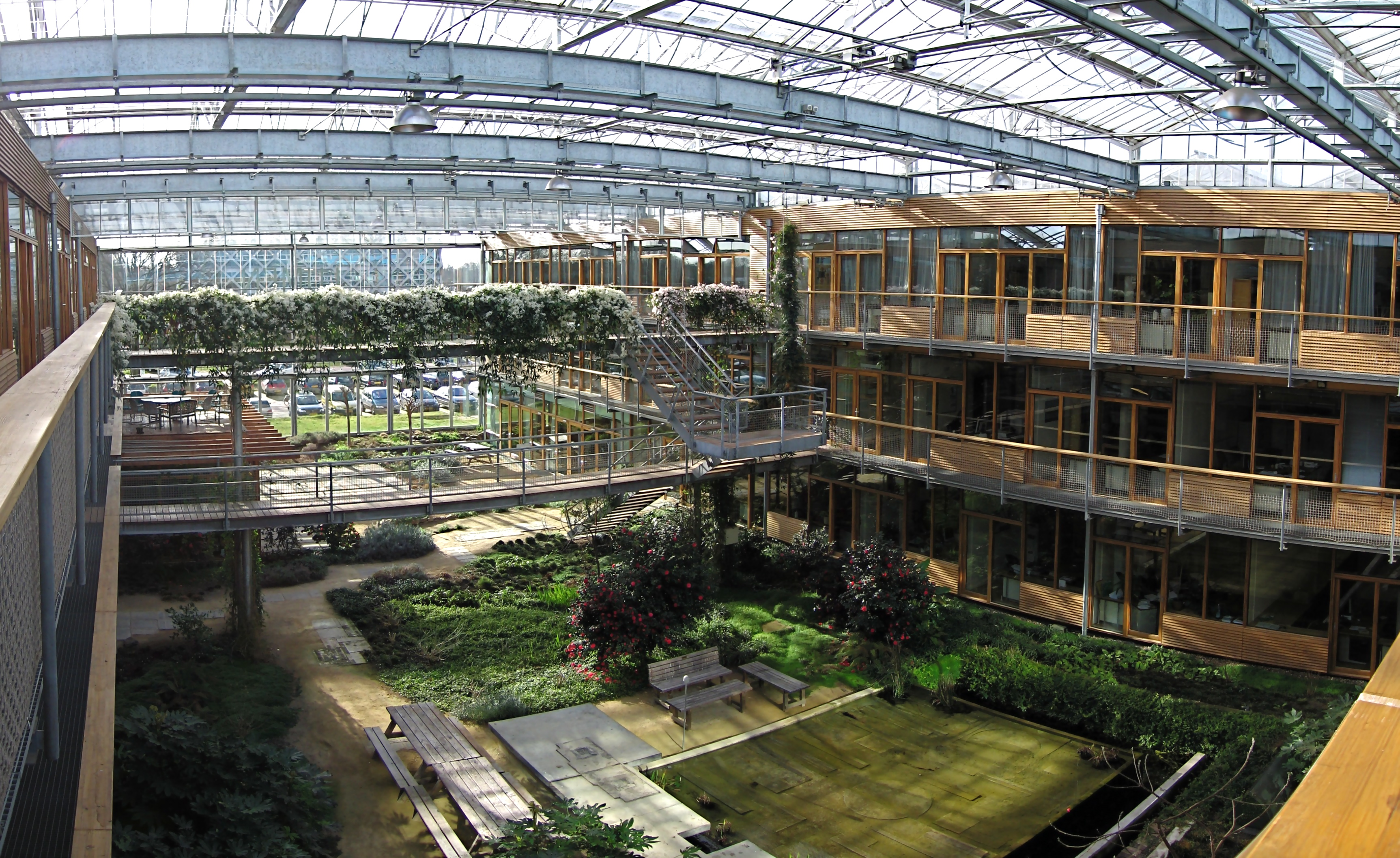
صورة بانورامية لمبنى لومين

في عام 1876 تم إنشاء مدرسة الكلية الزراعية الوطنية في فاخينينجن. نظرًا لتطور التدريب إلى مستوى تعليمي أعلى، فقد تغير في عام 1896 إلى كلية الزراعة والغابات وفي عام 1904 إلي الكلية الوطنية للزراعة والبستنة والغابات.
في عام 1918 أصبحت المدرسة أكاديمية بموجب القانون. تم تغيير الاسم إلى الكلية الزراعية الوطنية. تاريخ الافتتاح وتاريخ البدء الرسمي هو 9 مارس 1918.
في عام 1986 تمت إعادة تسمية الأكاديمية لتصبح جامعة في تعديل لقانون التعليم الأكاديمي. أصبح الاسم الجديد جامعة فاخينينجنالزراعية. نتج عن تغييرات القانون لعام 1986 استخدام اسم جامعة في النظام الهولندي لاستخدامه حصريًا في جامعات العلوم التطبيقية.
على مر السنين تفرع البحث والتدريس في علوم الحياة بشكل عام ، بينما تضاءل الاهتمام بالزراعة كفرصة وظيفية. في عام 1997، عندما اندمجت معاهد دي إل أو مع الجامعة، تم تغيير اسم المنظمة الجديدة إلى جامعة ومركز أبحاث فاخينينجن؛ مع تغيير اسم الجامعة إلى جامعة فاخينينجن. بموجب القوانين الهولندية، يجب أن تظل الجامعة والمعاهد كيانات قانونية منفصلة.
في عام 2006، أصبحت جامعة العلوم التطبيقية فان هول لارينشتاين جزءًا من جامعة ومركز أبحاث فاخينينجن. كانت الفكرة هي خلق تعاون أفضل بين التدريس والبحث التطبيقي في فان هول والبحث الأكاديمي في جامعة فاخينينجن. وهذا من شأنه أيضًا أن يدعم الطلاب لمواصلة برنامج أكاديمي عند الانتهاء من درجتهم التطبيقية. ومع ذلك، بسبب الاختلافات في الثقافة التنظيمية وعدم توافق الإجراءات، ظل التعاون مشكلة. في عام 2012، تقرر أن إنفصال فان هول لارينشتاين وجامعة فاخينينجن.
في 9 مارس 2018، احتفلت جامعة فاخينينجن بالذكرى المئوية لتأسيسها. خلال هذا العام، كان هناك العديد من الأحداث والاحتفالات حول الحرم الجامعي وفي مدينة فاخينينجن.

## الحياة الدراسية
كانت جامعة فاخينينجن أول جامعة أو مدرسة هولندية سُمح لها باستخدام علامة نظام التحويل والتراكم الأوروبي (ECTS). تم منح هذه التسمية من قبل المفوضية الأوروبية وتضمن جودة برنامج الدراسة. وبالتالي تقوم الجامعة بتطبيق هذا النظام، وبالتالي تعزيز تنقل الطلاب داخل أوروبا ومنع تأخير الدراسة.

### برامج البكالوريوس
تقدم الجامعة 19 برنامج بكالوريوس (2018-2019). بالنسبة لبعض برامج البكالوريوس، تكون لغة التدريس هي اللغة الإنجليزية. تدرس البرامج الأخرى باللغتين الهولندية والإنجليزية. تبدأ البرامج كل عام في سبتمبر، وتستمر ثلاث سنوات، وتتكون من 180 نقطة دراسية حسب نظام ECTS. البرامج في مجال الاقتصاد والمجتمع، والصحة، وعلوم الحياة والتكنولوجيا، والطبيعة والبيئة، والحيوانات والنباتات.

### برامج الماجستير
تقدم جامعة الجامعة 36 برنامج ماجستير مختلفًا (2017-2018) وبرنامجين ماجستير عبر الإنترنت. لغة التدريس لجميع برامج الماجستير هي اللغة الإنجليزية. تبدأ البرامج كل عام في سبتمبر، وتستمر لمدة عامين، وتتكون من 120 نقطة دراسية حسب نظام ECTS. تقدم معظم البرامج تخصصات وإمكانيات متنوعة للتخصصات.

### برنامج الدكتوراه
برنامج الدكتوراه هو برنامج مدته أربع سنوات ويتكون من مكون بحثي ومكون تعليمي أصغر. للتقدم للحصول على درجة دكتوراه، يجب على مقدم الطلب الاتصال بإحدى كليات الدراسات العليا الست في الجامعة. من أجل ضمان الإشراف المناسب، يجب أن يكون موضوع البحث مناسبًا لبرنامج البحث في إحدى مدارس الدراسات العليا.

## معاهد البحوث
تعد معاهد البحث التالية جزءًا من الجامعة:
- معهد فاخينينجن للبحوث البيئية.[8]
- معهد فاخينينجن للبحوث الاقتصادية.[9]
- معهد فاخينينجن للبحوث البيطرية.[10]
- مركز واغينينغن للابتكار الإنمائي.[11]
- معهد فاخينينجن للغذاء والبحوث الحيوية.[12]
- معهد فاخينينجن لبحوث الثروة الحيوانية.[13]
- معهد فاخينينجن للبحوث البحرية.[14]
- معهد فاخينينجن لبحوث النبات.[15]
- حرم الألبان.[16][17]
- معهد فاخينينجن لأبحاث سلامة الأغذية.[18]

## الخريجين والموظفين البارزين
- يرون دايسيلبلوم، سياسي هولندي من حزب العمل الهولندي.
- رامسيواك شنكار، رئيس سورينام الخامس.
- فيلي سميتس، عالم أحياء دقيقة هولندي وإندونيسي.
- أنيميك فان فليوتن، دراجة هولندية.
- ويليم دي فوس، عالم أحياء دقيقة وبروفيسور وأستاذ جامعي هولندي.
- هندريك دي ويت، عالم نبات، وأستاذ جامعي هولندي.